# ビルディング・ア・ミステリー
「ビルディング・ア・ミステリー」（Building a Mystery）は、カナダのシンガーソングライターであるサラ・マクラクランの楽曲。1997年6月9日に4作目のスタジオ・アルバム『サーフェシング』からの先行シングルとして発売された。歌詞は「特別になろうと無理をしているかもしれない」人物について歌っている。
カナダの音楽雑誌『RPM』のシングルチャート、アダルト・コンテンポラリー・チャート、ロック/オルタナティヴ・チャートで第1位を獲得した。1998年のジュノー賞で最優秀シングル賞を受賞した。

## 評価
アメリカの音楽雑誌『ビルボード』のラリー・フリックは「ロックラジオのどんな曲にも負けないであろう攻撃的な性質をひそかに持った」楽曲と評した。音楽評論家のスティーヴン・トマス・アールワインは、アルバム『サーフェシング』の素晴らしい楽曲の1つとして本作を挙げた。
1998年のジュノー賞で最優秀シングル賞を受賞した。第40回グラミー賞では最優秀女性ポップ・ボーカル・パフォーマンス賞を受賞した。
VH1は「1990年代のベスト・ソング100」で第91位に本作を挙げた。

## チャート成績
「ビルディング・ア・ミステリー」は、カナダの音楽雑誌『RPM』の「100 Hit Tracks」（1997年8月4日付）および1997年度年間チャートで第1位を獲得した。また同誌の「Adult Contemporary Tracks」や「Alternative 30」でも第1位を獲得した。
アメリカでは音楽雑誌『ビルボード』の「Hot 100」で22週にわたってチャートに在位し、1997年10月4日付のチャートで最高位13位を記録。同誌の「Adult Alternative Airplay」では10週連続で第1位を獲得し、同チャートの創設25周年を迎えた2021年2月に『ビルボード』は同チャートで最も成功した100曲をランク付けし、本作は第38位に挙げられた。
1998年3月、オーストラリアのシングルチャートで最高位97位を記録した。

## ミュージック・ビデオ
「ビルディング・ア・ミステリー」のミュージック・ビデオの監督はマット・マハリンが務めた。ビデオは、マクラクランのタイトショットとさまよい歩く人物の映像で構成され、モイストのフロントマンであるデイヴィッド・アッシャーが出演した。

## iPodでの再生
Appleの創設者であるスティーヴ・ジョブズは、2001年10月23日にApple Campusで初代iPodの紹介に際し、本作の一部分を再生しながらプレゼンテーションを行なった。これにより公の場でiPodが再生した最初の楽曲となった。

## シングル収録曲
| 全作詞・作曲: サラ・マクラクラン、ピエール・マルシャン。 |                                                                                                 |                                           |                                           |      |
| #                                                        | タイトル                                                                                        | 作詞                                      | 作曲・編曲                                | 時間 |
| 1.                                                       | 「ビルディング・ア・ミステリー（クリーン・ヴァージョン）」(Building a Mystery (Clean Version))  | サラ・マクラクラン、 ピエール・マルシャン | サラ・マクラクラン、 ピエール・マルシャン | 4:07 |
| 2.                                                       | 「ビルディング・ア・ミステリー（アルバム・ヴァージョン）」(I Will Remember You (Album Version)) | サラ・マクラクラン、 ピエール・マルシャン | サラ・マクラクラン、 ピエール・マルシャン | 4:07 |
| 合計時間:                                                | 合計時間:                                                                                       | 8:14                                      |                                           |      |

| #         | タイトル                                                | 作詞・作曲                                             | 時間 |
| --------- | ------------------------------------------------------- | ------------------------------------------------------ | ---- |
| 1.        | 「ビルディング・ア・ミステリー」(Building a Mystery)    | サラ・マクラクラン ピエール・マルシャン                | 4:07 |
| 2.        | 「アイ・ウィル・リメンバー・ユー」(I Will Remember You) | サラ・マクラクラン シーマス・イーガン デイヴ・メレンダ | 4:53 |
| 合計時間: | 合計時間:                                               | 合計時間:                                              | 9:00 |

| #         | タイトル                                                          | 作詞・作曲                                             | 時間  |
| --------- | ----------------------------------------------------------------- | ------------------------------------------------------ | ----- |
| 1.        | 「ビルディング・ア・ミステリー」(Building a Mystery)              | サラ・マクラクラン ピエール・マルシャン                | 4:06  |
| 2.        | 「アイ・ウィル・リメンバー・ユー」(I Will Remember You)           | サラ・マクラクラン シーマス・イーガン デイヴ・メレンダ | 4:53  |
| 3.        | 「ポゼッション」(Possession)                                      | サラ・マクラクラン                                     | 4:39  |
| 4.        | 「エンジェル（ソフト・ドラム・ミックス）」(Angel (Soft Drum Mix)) | サラ・マクラクラン                                     | 4:30  |
| 合計時間: | 合計時間:                                                         | 合計時間:                                              | 18:08 |

## クレジット
※出典
- サラ・マクラクラン – ボーカル、エレクトリック・ギター、アコースティック・ギター、作詞作曲
- ピエール・マルシャン – バックグラウンド・ボーカル、作詞作曲、プロデュース、レコーディング・エンジニア、ミキシング
- ミシェル・ピパン – 追加のエレクトリック・ギター
- ブライアン・ミナト – ベース
- アッシュ・スード – ドラム

## チャート

### 週間チャート
| チャート (1997年 - 1998年)              | 最高位 |
| --------------------------------------- | ------ |
| オーストラリア (ARIA)                   | 97     |
| カナダ トップシングルス (RPM)           | 1      |
| カナダ アダルト・コンテンポラリー (RPM) | 1      |
| カナダ ロック/オルタナティヴ (RPM)      | 1      |
| アイスランド (Íslenski Listinn Topp 40) | 23     |
| US Billboard Hot 100                    | 13     |
| US Adult Alternative Songs (Billboard)  | 1      |
| US Adult Contemporary (Billboard)       | 28     |
| US Alternative Airplay (Billboard)      | 3      |
| US Pop Airplay (Billboard)              | 15     |

### 年間チャート
| チャート (1997年)                       | 順位 |
| --------------------------------------- | ---- |
| カナダ トップシングルス (RPM)           | 1    |
| カナダ アダルト・コンテンポラリー (RPM) | 5    |
| カナダ ロック/オルタナティヴ (RPM)      | 15   |
| US Billboard Hot 100                    | 63   |
| US Adult Top 40 (Billboard)             | 20   |
| US Modern Rock Tracks (Billboard)       | 20   |
| US Top 40/Mainstream (Billboard)        | 56   |
| US Triple-A (Billboard)                 | 5    |

| チャート (1998年)           | 順位 |
| --------------------------- | ---- |
| US Adult Top 40 (Billboard) | 74   |